# Discografia di Tito Schipa

## Singoli

### 78 giri
Etichetta Pathé 
- 1919: La Tosca: E lucevan le stelle (Pathé, 54032)
- 1919: Boheme: Racconto di Rodolfo (Pathé, 54033)
- 1919: Cavalleria rusticana - Siciliana (Pathé, 54034)
- 1919: La Tosca: Recondita Armonia (Pathé, 54035)
- 1919: Ay Ay Ay (Pathé, 54037)
- 1919: Rigoletto: La donna è mobile (Pathé, 54040)
- 1919: Granadinas (Pathé, 54041)
- 19??: La Traviata-Dei miei bollenti spiriti (Pathé, 54045)
- 19??: Somewhere a voice is calling (Pathé, 54047)
- 19??: Santa Lucia (Pathé, 54049)
- 19??: Marechiare (Pathé, 54051)
- 19??: La sonnambula: Prendi l'anel ti dono (Pathé, 54052)
- 19??: Don Pasquale: Cerchero lontana terra (Pathé, 54056)
- 19??: Falstaff: Dal labbro il canto estasiato vola (Pathé, 54060)
- 19??: Pesca d'ammore (Pathé, 54073)
- 19??: Mariposa (Pathé, 54075)
- 19??: Pesca d'ammore (Pathé Actuelle, 15139)
- 19??: Santa Lucia / Marechiare (Pathé Actuelle, 025063)
- 19??: Somewhere A Voice Is Calling (Pathé Actuelle, 025090)

 Etichetta La Voce del Padrone/Victrola/Victor/Disco "Grammofono" 
- 1923: Il barbiere di Siviglia : Ecco ridente / Il barbiere di Siviglia : Se il mio nome (Victrola, 965)
- 1925: Rigoletto : La donna e mobile / De Crescenzo : Ce steva 'ne vota (Victor, 1099)
- 19??: Pagliacci - Serenata D'Arlecchino / Manon Il Songa (Victrola, 1183)
- 1926: Amapola / Valencia (Victrola, 1177)
- 1926: Fantaisie aux divins mensonges / Pourquoi me réveiller (Victrola, 1187)
- 1926: Rigoletto : Questa o quella / Don Pasquale : Sogno soave e casto (Victrola, 1282)
- 19??: Rosalinda / Mi viejo amor (Victor, 1299)
- 1927: Don Giovanni : Dalla sua pace / Don Giovanni : Il mio tesoro (Victor, 1308)
- 1927: A Vucchella / Nina (Victor, 1317)
- 1927: Angela mia / Femmena 'ngannatora (Victor, 1347)
- 1928: La favorita : Una vergine / L'elisir d'amore : Adina credimi (Victor, 1362)
- 1928: El gaucho / Luna castillana (Victor, 1372)
- 1928: Chi se ne scorda / Napulitanata (Victor, 1415)
- 1924: Don Pasquale : Tornami a dir / Rigoletto : E sol dell'anima (Victor, 3034)
- 1928: Traviata (Victrola, 3038)
- 1927: A La Luz De La Luna / Los Rumberos (Victor, 3049)
- 19??: Marha-M'appari (Like A Dream) (Act 3) / Elisir D'Amore-Una Furtiva Lagrima (Elixir Of Love-A Furtive Tear) (Act 4) (Victrola, 6570)
- 1913: Rigoletto : Ella mi fu rapita (Victrola/Victor, 64804)
- 1913: Rigoletto : Parmi veder le lagrime (Victrola/Victor, 64805)
- 1913: Lucia di Lammermoor : Tu che a Dio (Victrola/Victor, 64806)
- 1922: Calleje - Barrera: Emigrantes (Victrola/Victor, 66039)
- 1922: I Pagliacci : O Colombina (Victrola/Victor, 66045)
- 1922: Palomero : Princesita (Victrola/Victor, 66067)
- 19??: Manon-Il Sogno (The Dream) (Act 2) (Victor, 66077)
- 1923: Gonzalo Roig : Quiereme mucho (Victor, 66142)
- 1923: Ponce : A la orilla de un palmar (Victor, 66143)
- 1923: Il barbiere di Siviglia : Ecco ridente (Victrola/Victor, 66192)
- 1923: Il barbiere di Siviglia : Se il mio nome (Victrola/Victor, 66193)
- 1922: Calleje - Barrera: Emigrantes / Palomero: Princesita (La Voce del Padrone, D.A. 362)
- 1922: I Pagliacci : O Colombina / Manon : Il sogno (le rˆeve) (La Voce del Padrone, D.A. 363)
- 1913: Cavalleria rusticana : Brindisi / Cavalleria rusticana : Siciliana (La Voce del Padrone, D.A. 364)
- 1913: Lucia di Lammermoor : Tu che a Dio / Faust : Salve dinora (La Voce del Padrone, D.A. 365)
- 1913: Rigoletto : Ella mi fu rapita / Rigoletto : Parmi veder le lagrime (La Voce del Padrone, D.A. 366)
- 1923: Roig : Quiereme mucho / Ponce : A la orilla de un palmar (La Voce del Padrone, D.A. 431)
- 1923: Il barbiere di Siviglia : Ecco ridente / Il barbiere di Siviglia : Se il mio nome (La Voce del Padrone, 594)
- 1924: Don Pasquale : Tornami a dir / Rigoletto : E sol dell'anima (La Voce del Padrone, D.A. 646)
- 19??: Oteo : Mi viejo amor / De Fuentes : Rosalinda (La Voce del Padrone, D.A. 667)
- 1924: Barthelemy : Pesca d'amore / Silvestri : Serenata medioevale (La Voce del Padrone, D.A. 705)
- 1924: La traviata : Un di felice / La traviata : Parigi o cara (La Voce del Padrone, D.A. 711)
- 1925: Di Capua : O sole mio / La farfaletta - La girometta (La Voce del Padrone, D.A. 729)
- 1925: Rigoletto : La donna e mobile / De Crescenzo : Ce steva 'ne vota (La Voce del Padrone, D.A. 739)
- 1925: Falla : Rota / Huarte : Madrigal español (La Voce del Padrone, D.A. 751)
- 1926: Amapola / Valencia (La Voce del Padrone/Disco "Grammofono", D.A. 821)
- 1926: Princesita / Granadinas (Disco "Grammofono", D.A. 834)
- 1926: Cottrau : Santa Lucia / Vieni sul mar (La Voce del Padrone, D.A. 841)
- 1926: Lakmé : Fantaisie aux divins mensonges / Werther : pourquoi me réveiller (La Voce del Padrone, D.A. 870)
- 1926: Il barbiere di Siviglia : Ecco ridente / Il barbiere di Siviglia : Se il mio nome (La Voce del Padrone, D.A. 875)
- 1926: I Pagliacci : O Colombina / Manon : Chiudo gli occhi (La Voce del Padrone, D.A. 875)
- 1926: Roig : Quiereme mucho / Ponce : A la orilla de un palmar (La Voce del Padrone, D.A. 876)
- 19??: Buzzi-Peccia : La niña querida / Buzzi-Peccia : Mal d'amore (La Voce del Padrone, D.A. 877)
- 1926: Guapparia / Piscatore 'e Pusilleco (La Voce del Padrone, D.A. 882)
- 1926: Rigoletto : Questa o quella / Don Pasquale : Sogno soave e casto (La Voce del Padrone, D.A. 885)
- 19??: Rosalinda / Mi viejo amor (La Voce del Padrone, D.A. 957)
- 1927: Don Giovanni : Dalla sua pace / Don Giovanni : Il mio tesoro (La Voce del Padrone, D.A. 963)
- 1927: A Vucchella / Nina (La Voce del Padrone, D.A. 974)
- 19??: A La Luz De La Luna / Los Rumberos (Disco "Grammofono", D.A. 976)
- 1927: Angela mia / Femmena 'ngannatora (La Voce del Padrone, D.A. 1001)
- 1928: La favorita : Una vergine / L'elisir d'amore : Adina credimi (La Voce del Padrone, D.A. 1016)
- 1928: El gaucho / Luna castillana (La Voce del Padrone, D.A. 1042)
- 1928: Chi se ne scorda / Napulitanata (La Voce del Padrone, D.A. 1054)
- 1929: Ninna Nanna / Fa la nana bambin (La Voce del Padrone, D.A. 1088)
- 1931: Luntananza Amara / Scrivenno A Mammema (Disco "Grammofono", D.A. 1089)
- 1931: Mandolita a Napole / A canzone d'e stelle (La Voce del Padrone, D.A. 1090)
- 1931: A Cuba / Gitana (La Voce del Padrone, D.A. 1091)
- 1934: Marechiare / Ideale (Disco "Grammofono", D.A. 1114)
- 1932: Torna ! / Senza Nisciuno - D.A. 1271
- 1938: Ave Maria / La Serenata - D.A. 1408
- 1949: I Te Vurria Vasà / Dicitencello Vuie - D.A. 1272
- 19??: L'Elisir D'Amore / L'Arlesiana (La Voce del Padrone, DB 3461)

### 45 giri
- 1954: Ave Maria/La Serenata - (La Voce del Padrone, 7 RQ 3037)
- 19??: Sonnambula/Don Pasquale - (La Voce del Padrone, RQ 3154)
- 19??: Tito Schipa Italy - Vol. 2 - (RCA Victor, EPBT 3009) uscito negli Stati Uniti d'America
- 1957: Mandullinata a Napule - (La Voce del Padrone, 7E RQ 163)
- 1957: Vivere - (La Voce del Padrone, 7E RQ 164)
- 1959: Ave Maria/Comme facette mammeta/Serenata/Core 'ngrato (Catari, Catari) - (La Voz de su Amo, 7EPL 13.335) uscito in Spagna
- 1971: Vivere/I'm Gettin' Sentimental Over You - (Odeon, 3C 006-17637)
- 19??: 4 tangos chantés (RCA Victor, 75 692 S)

## Album
- 19??: Around the World in Music - Spain Volume II (RCA Victor, LPT 3008)
- 19??: Tito Schipa Sings Neapolitan Songs (Angel Records, GR-2178) per il Giappone
- 1955: Toti Dal Monte Sopran mit Tito Schipa Tenor (His Master's Voice, VALP 544) per l'Austria
- 1956: Tito Schipa (La Voce del Padrone, QBLP 5030)
- 1961: Opera and Song Recital (Angel Records, COLH 117)
- 1962: Le canzoni di Tito Schipa (La Voce del Padrone, QALP 10334)
- 1983: Tenore Tito Schipa (edizioni del TimaClub, Tima 41)
- 1987: The Art of Tito Schipa (EMI, EX 29 0948 3) per il Regno Unito
- 2000: Tito Schipa, i suoi film (Timaclub, CLAMA CD-46)

## Compilation
- 19??: Era De Maggio (EMI, 3CO53-00718)